# 高久龍
髙久 龍（たかく りゅう、1993年2月18日 - ）は、日本の陸上競技選手。専門は長距離種目。栃木県出身。那須拓陽高校、東洋大学卒業。現在ヤクルト所属。

## 来歴・人物

### 中学・高校時代
- 那須塩原市立黒磯北中学校3年次の栃木県中学駅伝4区で区間新。関東中学駅伝4区でも30位で襷を受ける苦しい展開の中で8人を抜いて区間賞を獲得するなど早くからロードでの強さを発揮していた。
- 高校1年次の栃木県高校駅伝ではアンカー勝負の末に9秒差で敗れた。
- 高校2年次には中学時代からチームメイトとして一緒に駅伝等に出場してきた八木沢元樹らと共に第60回全国高校駅伝に出場。のちの東洋大の先輩となる設楽悠太と遜色ない走りをみせ、区間15位で5つ順位を上げたものの、チームは9位とあと一歩入賞には届かなかった。

### 大学時代
- 大学駅伝デビュー戦となった2年次の出雲駅伝では5区で区間賞・区間新記録を樹立。全日本大学駅伝では5区区間3位、第89回箱根駅伝では7区区間4位と結果を残したが、チームは三大駅伝全てで2位に終わった。
- 3年次には10000mで28分台を出すなど主力として台頭。出雲・全日本はエントリーから外れるも、第90回箱根駅伝では8区で区間賞を獲得し、チームの総合優勝・復路新記録に貢献した 。
- 4年次は副将として主将の田口雅也と共にチームを支えた。関東インカレ1部ハーフマラソンでは井上大仁・田口に次ぐ3位。全日本大学駅伝では4区区間4位とまずまずの成績を上げるも、第91回箱根駅伝は怪我の影響で走ることができなかった。

### 実業団時代
- ニューイヤー駅伝は入社初年度の2016年第60回大会から6年連続出場中。2019年第63回大会では1区区間2位となるなど主力として活躍を続けている。
- 2018年2月の別府大分毎日マラソンで初マラソンに挑戦すると、その後も立て続けにマラソンに出場。同年7月のゴールドコーストマラソンで6位（2:11:45）、2019年4月のハンブルクマラソンで7位（2:10:02）に入り、ワイルドカード 枠でマラソングランドチャンピオンシップ（MGC）の出場権を獲得[1]。しかしMGCでは30km過ぎに途中棄権となった。
- 2020年の東京マラソンでは自己ベストを大幅に更新。日本歴代4位（当時）の2時間06分45秒で大迫傑に次ぐ日本人2番手・8位入賞を果たす。
- 2021年のびわ湖毎日マラソンでは2時間08分05秒で2度目のサブテンを記録するも、ハイレベルなレース展開のなかで17位に終わった。
- 2021年の福岡国際マラソンでは34kmまで先頭争いを演じたが、終盤はペースが落ちゴール直前では脚の痙攣により転倒してしまう。それでも2時間08分38秒で5位（日本人3位）に入り、2023年のマラソングランドチャンピオンシップ（2024年パリオリンピック選考会）への出場権を獲得した。

## マラソン全成績
| 年月日        | 大会                               | 順位 | 記録          | 備考                                                             |
| ------------- | ---------------------------------- | ---- | ------------- | ---------------------------------------------------------------- |
| 2018年2月4日  | 第67回別府大分毎日マラソン         | 7位  | 2時間12分12秒 | 初マラソン、MGCシリーズ第3弾（2020年東京オリンピック選考会）     |
| 2018年7月3日  | 第40回ゴールドコーストマラソン     | 6位  | 2時間10分12秒 | 自己記録更新                                                     |
| 2019年3月10日 | 東京マラソン2019                   | 9位  | 2時間11分49秒 | MGCシリーズ第9弾                                                 |
| 2019年4月28日 | ハンブルグマラソン2019             | 7位  | 2時間10分02秒 | 自己記録更新・MGC出場権獲得                                      |
| 2019年9月15日 | マラソングランドチャンピオンシップ | DNF  | 途中棄権      | 2020年東京五輪男子マラソン日本代表選考レース・34Km地点でリタイア |
| 2020年3月1日  | 東京マラソン2020                   | 8位  | 2時間06分45秒 | MGCファイナルチャレンジ第2弾・自己記録更新                       |
| 2021年2月28日 | 第76回びわ湖毎日マラソン           | 17位 | 2時間08分05秒 |                                                                  |
| 2021年12月5日 | 第75回福岡国際マラソン             | 5位  | 2時間08分38秒 | MGC出場権獲得（2024年パリオリンピック選考会）                    |

## 自己ベスト
| 種目           | 記録          | 年             | 大会                           | 備考 |
| -------------- | ------------- | -------------- | ------------------------------ | ---- |
| 5000m          | 13分49秒59    | 2020年7月18日  | ホクレンディスタンスチャレンジ |      |
| 10000m         | 28分36秒71    | 2015年11月28日 | 八王子ロングディスタンス       |      |
| ハーフマラソン | 1時間01分30秒 | 2020年2月2日   | 香川丸亀国際ハーフマラソン     |      |
| 30 km          | 1時間30分32秒 | 2014年2月16日  | 熊日30キロロードレース         |      |
| マラソン       | 2時間06分45秒 | 2020年3月1日   | 東京マラソン                   |      |